# 人間学部
人間学部（にんげんがくぶ、英称：Faculty of Human Studies / School of Human Studies / College of Human Studies）とは大学に置かれる学部の一つであるが、哲学分野の人間学を教育研究することよりも、地域学や心理学、コミュニケーション学、福祉学、健康科学や保育学などの学際的な教育研究を行っている。

## 人間学部を置く大学
- 大正大学（1997年開設。人間科学科〈心理学系の人間発達プログラムと社会学系の現代社会生活プログラム〉と社会福祉学科）
- 文京学院大学（1997年開設。コミュニケーション社会学科、児童発達学科、人間福祉学科、心理学科がある）
- 目白大学（2000年人間社会学部から改組。人間福祉学科、子ども学科、児童教育学科がある）
- 埼玉学園大学（2001年創立と共に開設。人間文化学科〈文学、史学、地理学、メディア論など〉、子ども発達学科、心理学科）
- 仙台白百合女子大学（2002年開設。人間発達学科〈子ども発達専攻のもとに初等教育コースと幼児教育コース〉心理福祉学科〈心理コースと福祉コース〉健康栄養学科、グローバル・スタディーズ学科〈イングリッシュインテンシブ、グローバル文化、共生社会の三つのスタディコース〉がある）
- 仁愛大学（2001年開設。心理学科とコミュニケーション学科）
- 名城大学（2003年開設。人間学科の1学科に心理系、社会・教育系、国際・コミュニケーション系の3領域
- 聖泉大学（2003年開設。人間心理学科の1学科に臨床・発達心理、健康運動心理、ビジネス心理の各領域）
- 太成学院大学（2003年開設。子ども発達学科、健康スポーツ学科、心理カウンセリング学科）
- 清泉女学院大学（2003年開設。心理コミュニケーション学科〈心理コースと英語コミュニケーションコース〉と文化学科〈地域学〉）
- 石巻専修大学（2013年開設。人間文化学科〈異文化理解・芸術文学コース、地域社会支援コース〉と人間教育学科〈保育所・幼稚園モデル、小学校モデル〉）

かつて設置していた大学
- 関西国際大学 人間学部から教育学部へ2007年改組
- 京都文教大学 人間学部から総合社会学部へ2012年改組
- 愛知東邦大学 2007年開設し子ども発達学科と人間健康学科があったが、子ども発達学科は教育学部子ども発達学科に、人間健康学科は人間健康学部にそれぞれ改組
- 天理大学 1992年開設。宗教学科と人間関係学科〈臨床心理、生涯教育、社会福祉の各専攻〉、2024年人文学部へ改組。